# România TV
România TV este un canal de televiziune privat de știri din România, lansat pe 23 octombrie 2011 de către Sebastian Ghiță.
Canalul este adesea amendat sau citat în judecată de Consiliul Național al Audiovizualului pentru încălcarea legislației audiovizuale din România.
România TV a fost retras din rețeaua de televiziune din Republica Moldova pe 20 decembrie 2022.

## Istoric
În data de 23 octombrie 2011, postul de televiziune Realitatea TV, sub conducerea lui Elan Schwartzenberg, și-a mutat studiourile în clădirea Willbrook Platinum în șoseaua București - Ploiești. O parte din personalul acestui post de televiziune a hotărât să rămână în studiourile de la Casa Presei Libere, alături de fostul manager și deputat PSD, Sebastian Ghiță, pentru a întemeia noul post de televiziune România TV (inițial denumit „RTV”). România TV a emis ilegal o perioadă de timp fără a avea licență, încălcând Legea audiovizualului.
Pe 1 decembrie 2011, RTV și-a schimbat numele în România TV, ca urmare a unor dispute între Ridzone Computers (operatorul canalului) și Realitatea Media SA (proprietarul mărcii RTV).

Logo 2011-2013

Din 24 august 2013, sigla România TV este schimbată după atenționarea CNA de a nu mai folosi acronimul RTV.
În noiembrie 2015, Catrinel Gheorghe devine principalul acționar și administrator.
În perioada pandemiei de COVID-19, televiziunea prezintă emisiuni în care persoanele invitate și intervievate au o poziție antivaccinare, antimască și antirestricții. Postul de televiziune fiind apropiat Partidului Social Democrat și al Alianței pentru Unirea Românilor 
În 2020, Societatea Ridzone Computers SRL din Ploiești, care deține licența audiovizuală a televiziunii de știri România TV, a avut o cifră de afaceri de 54.220.722 lei cu un profit net de 21.211.653 lei și 111 angajați.
Din 25 martie 2023, România TV a început să emită în format 16:9 și în HD, și odată cu asta, s-au mutat într-un nou sediu, dar locația e momentan necunoscută.
Pe 11 aprilie 2023, România TV HD a fost adăugat în toate grilele de cablu, fiind adăugat primul la Orange România Communications.

## Emisiuni
Postul de televiziune România TV poate fi recepționat prin sistemele Orange România Communications, Digi TV, Orange TV, Focus Sat și Vodafone TV, sau FTA pe satelitul Amos 3, 4°W, 11207 MHz/SR 3333/H.
România TV difuzează 10 emisiuni:  
- Știrile România TV
- Punctul culminant
- România de poveste
- România la raport
- România TeVede
- Românii au noroc
- Newsline
- Cheia zilei
- Ediția de seară
- Ediție specială

Conform unei analize Forbes, 57,4% din audiența acestei televiziuni este formată din persoane cu vârste de peste 65 de ani. În funcție de educație, persoanele cu studii superioare sunt în proporție de 20,4%, cea mai redusă cifră procentuală de pe nișa televiziunilor de știri. Publicul feminin este reprezentat la România TV în proporție de 51,6%.

## Critici
RomaniaTV este un post de televiziune din România care a fost subiectul mai multor controverse legate de încălcarea reglementărilor audiovizuale. De-a lungul anilor, postul a primit multiple amenzi din partea Consiliului Național al Audiovizualului (CNA) pentru difuzarea de conținut considerat în incidența legii, inclusiv pentru diseminarea de informații false sau discurs instigator la ură. În ciuda numeroaselor amenzi, RomaniaTV a reușit să evite sancțiuni severe prin apeluri juridice și strategii de apărare politică, invocând adesea atacuri politice și încercări de cenzură. Postul a beneficiat de o susținere semnificativă din partea anumitor figuri politice, ceea ce a dus la o lipsă de măsuri semnificative din partea autorităților. Astfel, controversele legate de RomaniaTV au ridicat întrebări despre independența mass-media și despre eficacitatea autorităților în aplicarea reglementărilor în fața unor astfel de încălcări repetate.
România TV practică jurnalism părtinitor cauzelor conservatoare și naționaliste portretizând partidele liberale proglobalizare și organizațiile nonguvernamentale în lumina negativă.
De-a lungul existenței sale, RTV a fost criticată și amendată pentru dezinformare, manipulare și partizanat în legătură cu politica României. Într-un articol din ianuarie 2017, semnat de politoloaga Alina Mungiu-Pippidi și publicat în ziarul România liberă, aceasta opina că postul RTV este folosit ca instrument de propagandă.
În emisiuni sunt invitate persoane care fac propagandă naționalistă, pentru partide populiste de extrema dreaptă ca Alianța pentru Unirea Românilor și instigă la radicalism ortodox.
Pe 1 mai 2025, postul a fost suspendat pentru o perioadă de zece minute activată rapid de CNA, când prezentatorul Punctul culminant Victor Ciutacu, a difuzat presupuse imagini cu jurnalistul Dragoș Bistriceanu fiind implicat în orgii sexuale.

## Sancțiuni
Canalul este criticat și deseori amendat de CNA. Până în ianuarie 2022, acesta a primit 163 de sancțiuni și amenzi în valoare totală de 1.372.000 lei.
În decembrie 2016 postul a fost amendat de CNA în baza Legii audiovizualului cu 30.000 de lei pentru informațiile false legate de incendiul de la Colectiv.
În anul 2017 postul a fost amendat cu 150.000 de lei, pentru nediferențierea faptelor de opinii și manipularea opiniei publice cu informații false, cum ar fi plata protestatarilor, copiilor și a animalelor domestice de către miliardarul american George Soros în cadrul protestelor anticorupție din România din 2017–2019.
Pe 4 mai 2025, CNA a decis să suspende operațiunile România TV pentru trei ore, de la 18:00 până la 21:00 pe 7 mai 2025, pe motivul difuzării dezinformațiilor. Canalul a primit o amendă de 200.000 de lei.